# Дебринюк Юрій Михайлович
Юрій Михайлович Дебриню́к (нар. 13 вересня 1960, с. Яворів Косівського району Івано-Франківської області, Україна) — український учений-лісівник. Академік-секретар Лісівничої академії наук України, професор кафедри лісових культур і лісової селекції Національного лісотехнічного університету України, доктор сільськогосподарських наук.

## Освіта, наукові ступені та вчені звання
1985 року з відзнакою закінчив Львівський лісотехнічний інститут (нині — НЛТУ України, м. Львів). Спеціальність за дипломом про вищу освіту — «Лісове господарство», кваліфікація — «Інженер лісового господарства».
Науковий ступінь — кандидат сільськогосподарських наук отримав у 1989 за спеціальністю 06.03.01 — лісові культури, селекція, насінництво та озеленення міст.
Вчене звання доцент було присвоєно у 1995 по кафедрі лісових культур і деревознавства Українського державного лісотехнічного університету (тепер — НЛТУ України, м. Львів), а професор — 2009 року по кафедрі лісових культур і лісової селекції НЛТУ України.
Науковий ступінь — доктор сільськогосподарських наук було присвоєно у 2007 р. за спеціальністю 06.03.01 — лісові культури й фітомеліорація. Дисертаційна робота на тему «Плантаційні лісові культури в Західному Лісостепу України: концепція, методологія, ресурсний потенціал» була захищена у Національному лісотехнічному університеті України 29 березня 2007 року.

## Трудова діяльність
У 1981—1985 працював помічником лісничого Верховинського л-ва (Івано-Франківська обл.).
З 1985 по 1988 роки навчався в аспірантурі при Львівському лісотехнічному інституті (ЛЛТІ).
Після закінчення аспірантури й захисту кандидатської дисертації працював на посадах молодшого, старшого та провідного наукового співробітника науково-дослідного сектора ЛЛТІ.
У 1993 р. був переведений на посаду асистента кафедри лісових культур і деревознавства, в 1995 р. — на посаду доцента цієї ж кафедри, у 2007 р. — на посаду професора кафедри лісових культур і лісової селекції. Атестат професора отримав у 2009 році.
Викладає дисципліни «Лісові культури» та «Лісові меліорації» для кваліфікаційного рівня «Бакалавр» і «Спеціаліст» (спеціальності «Лісове господарство» та «Садово-паркове господарство»).

## Наукова і педагогічна діяльність
Основні напрямки наукової діяльності:
- удосконалення та розробка технології створення і вирощування високопродуктивних штучних насаджень за участю аборигенних лісотвірних порід та порідекзотів;
- опрацювання теоретичних, методологічних і технологічних засад створення й вирощування плантаційних лісових культур у західному регіоні України;
- технологія запровадження плантаційних лісових культур як складової енергетичного балансу держави;
- розробка методологічних, теоретичних і практичних аспектів лісокультурного районування; методологічні засади визначення фактичної та потенційної продуктивності деревостанів, напрямків підвищення фактичної продуктивності лісів до потенційного рівня.

Здійснює керівництво аспірантурою з 2001 року. Під його керівництвом захищено три кандидатських дисертації на здобуття наукового ступеня кандидата сільськогосподарських наук.

## Публікації
За час роботи у Національному лісотехнічному університеті України автором одноосібно та зі співавторами опубліковано 175 наукових статей, видано 19 навчально-методичних та 28 науково-популярних публікацій. Основними з них є наступні:
1. Дебринюк Ю. М., М'якуш І. І. Лісові культури рівнинної частини західного регіону України. — Львів: Світ, 1993. — 296 с.
2. Дебринюк Ю. М. Лісові культури. Методи і способи їх створення у типах лісу західного регіону України /Навч. посібник для ВНЗ. — К.: ІСДОУ, 1994. — 168 с.
3. Дебринюк Ю. М., Калінін М. І., Гузь М. М., Шаблій І. В. Лісове насінництво. — Львів: Світ, 1998. — 432 с.
4. Дебринюк Ю. М. Лісокультурне районування Західного Лісостепу України. — Львів: Камула, 2003. — 248 с.
5. Дебринюк Ю. М. Плантаційне лісовирощування: обґрунтування, функціонування та перспективи впровадження //Наук. вісник/ Зб. наук.-техн. праць. -Львів: НЛТУ України, 2008. — Вип. 18.3. — С.7-13.

## Відзнаки
Нагороджений:
- знаком «Відмінник освіти України» (1999 р.),
- Грамотою Західного наукового центру НАН України і МОН України за високі досягнення в науковій роботі (2007 р.),
- відзнакою «За наукові досягнення» (2009 р.),
- відзнакою «Відмінник лісового господарства України» (2010 р.).